# Tisov
Tisov je vesnice, část města Bělčice v okrese Strakonice v Jihočeském kraji. Tisov leží v kotlině, 18,5 kilometru severně od Blatné.

## Historie
První písemná zmínka o vesnici pochází z roku 1318.
Bývala tu též tvrz, kterou postupně obývali: 1318 Petr a Havel, roku 1400 Janek a roku 1408 až 1413 Hynek. V 16. století náležel statek tisovský Běšinům z Běšin. Roku 1617 koupen k Hvožďanům a s nimi dostal se ke Lnářům. Stará tvrz stávala prý nedaleko panského dvora a obehnána byla příkopy, z nichž učiněn rybník Jordán. Panský dvůr roku 1787 vyhořel. Roku 1654 byli tu dva rolníci, jeden nově osedlý, dva domky pusté. Roku 1695 tři statky a tři chalupy. Roku 1770 jedenáct čísel. V roce 1915 bydlelo ve 25 domech 184 obyvatel spadajících pod Hvožďany. Mlýn zdejší patřil roku 1542 ke Lnářům. U Tisova několik větších Lnářských rybníků.

## Obyvatelstvo
| Rok            | 1869 | 1880 | 1890 | 1900 | 1910 | 1921 | 1930 | 1950 | 1961 | 1970 | 1980 | 1991 | 2001 | 2011 | 2021 |
| -------------- | ---- | ---- | ---- | ---- | ---- | ---- | ---- | ---- | ---- | ---- | ---- | ---- | ---- | ---- | ---- |
| Počet obyvatel | 139  | 167  | 176  | 150  | 184  | 178  | 153  | 110  | 97   | 87   | 74   | 51   | 42   | 44   | 51   |
| Počet domů     | 21   | 24   | 25   | 25   | 25   | 25   | 27   | 26   | 25   | 26   | 23   | 28   | 28   | 30   | 31   |

## Obecní správa
Při sčítání lidu v letech 1850–1879 Tisov byl osadou obce Březí v okrese Blatná. V letech 1880–1899 byl osadou obce Pozdyně v okrese Blatná. V letech 1900–1973 byl samostatnou obcí, se kterým patřil nejprve do okresu Blatná, ale od roku 1960 v okrese Strakonice.  Od 1. ledna 1974 je částí města Bělčice v okrese Strakonice.

## Galerie

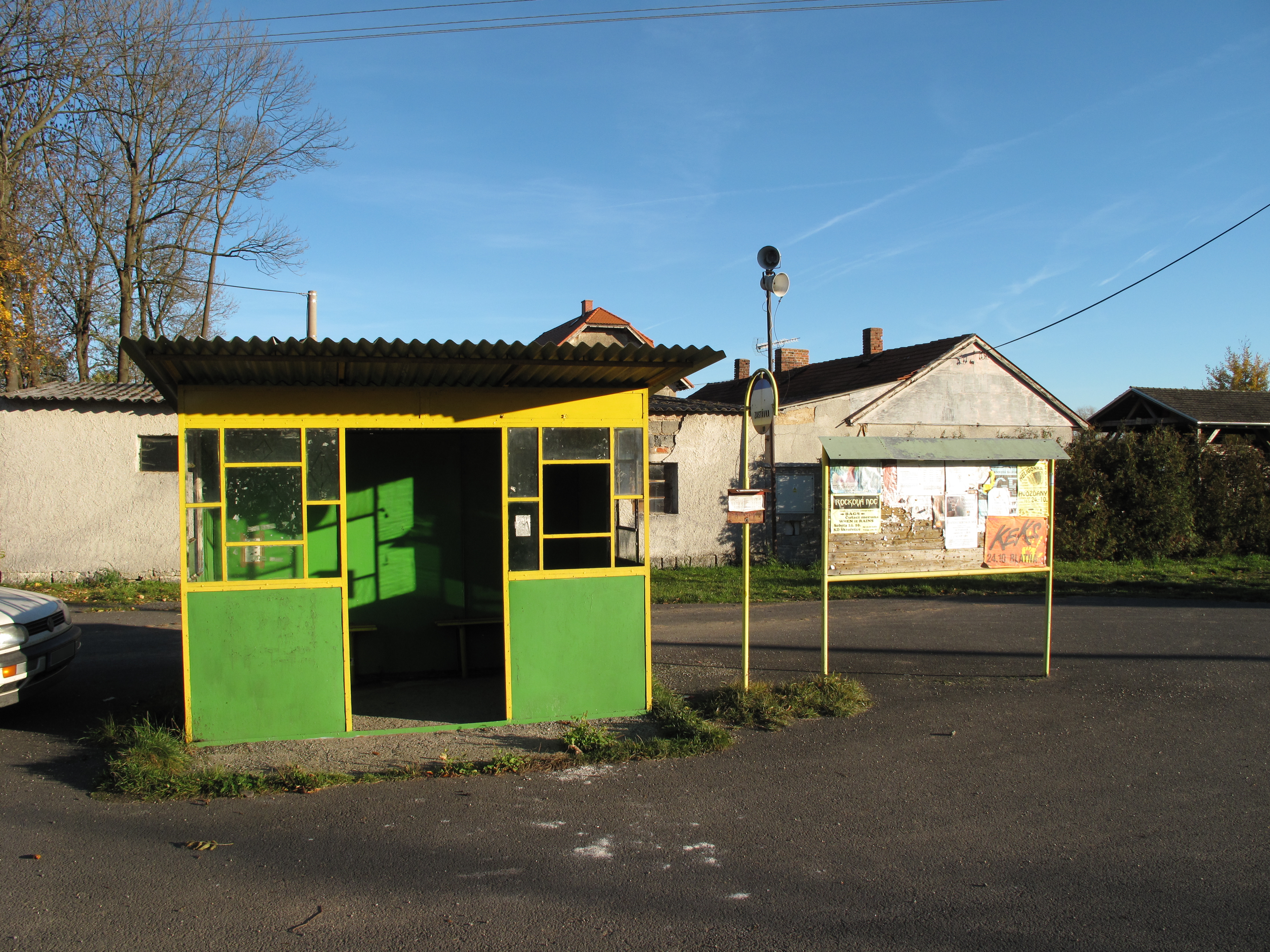
Autobusová zastávka
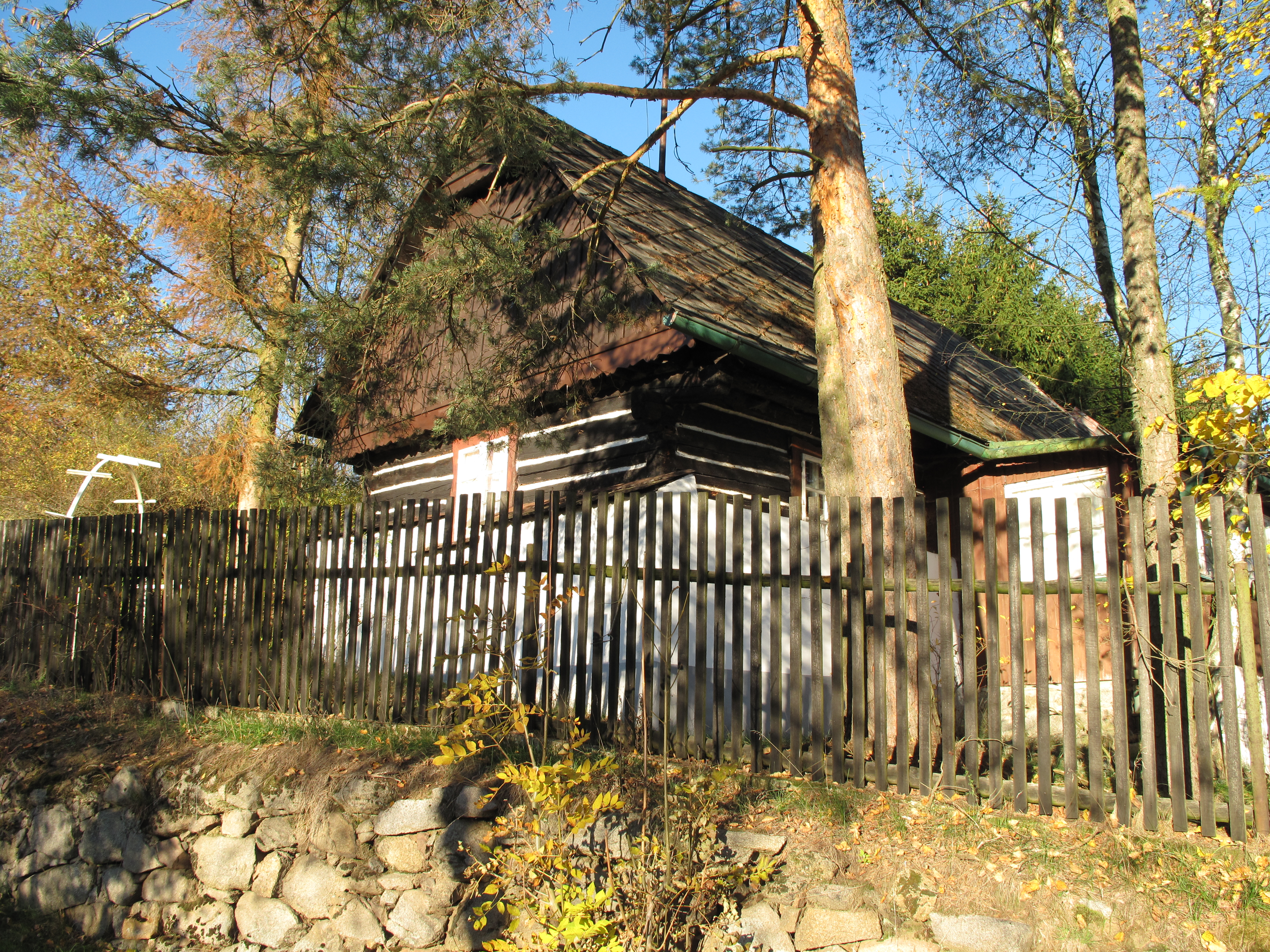
Roubenka
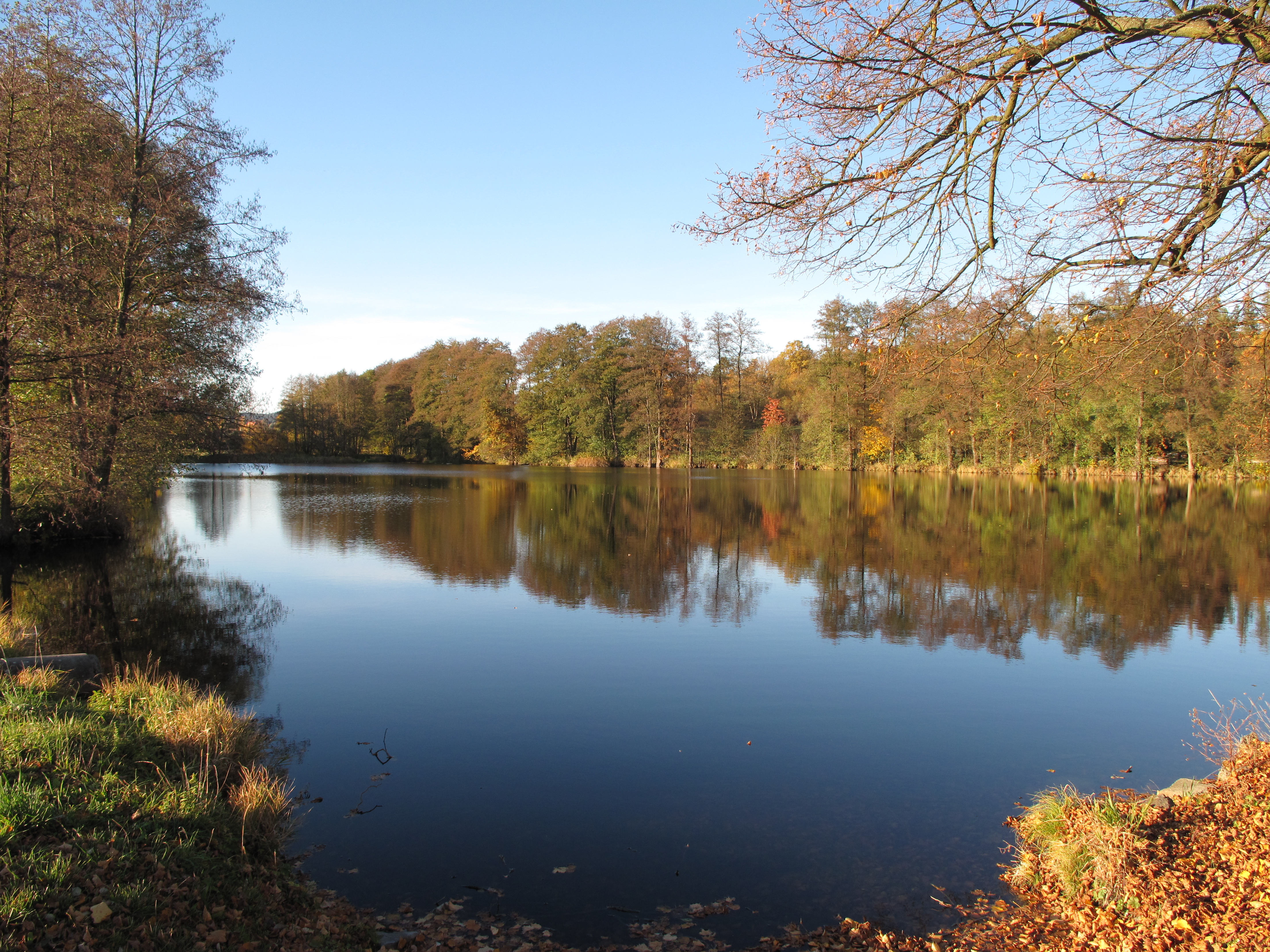
Rybník Jordán